# Sutonocrea sordidior
Sutonocrea sordidior är en fjärilsart som beskrevs av Rothschild 1935. Sutonocrea sordidior ingår i släktet Sutonocrea och familjen björnspinnare. Inga underarter finns listade i Catalogue of Life.